# Lisa Chambers
Lisa Chambers, née le 24 août 1986 à Castlebar, est une femme politique irlandaise, avocate, membre du Fianna Fáil.
Elle est Teachta Dála (députée) pour la circonscription de Mayo aux élections générales de 2016, mais n'est pas réélue lors des élections générales de 2020.

## Biographie
Chambers est originaire de Castlebar. Elle exerce la profession d'avocate et dirige sa propre étude. Elle détient un diplôme de barreau professionnel du King's Inns, une maîtrise en droit commercial de l'University College de Dublin et un diplôme d'études supérieures en commerce et en droit de l'Université nationale d'Irlande à Galway,.
Elle n'est pas candidate aux élections générales de 2011 pour la circonscription de Mayo. Elle est membre du Conseil du comté de Mayo après avoir été élue aux élections locales de 2014, jusqu'à son élection au Dáil Éireann en 2016. 
Lisa Chambers est membre des Reserve Defence Forces (armée irlandaise) pendant 13 ans, après l'avoir rejoint durant son adolescence pendant ses études secondaires. Elle est nommée officier dans l'armée de réserve en novembre 2012, servant comme sous-lieutenant avec le 54e Escadron de cavalerie de réserve (Longford), mais renonce à son service après avoir été élue au Dáil,.